# Jaime Alberto Parra
Jaime Alberto Parra Rodríguez (Líbano, Tolima, 18 de noviembre de 1955) alias "El Médico" fue un guerrillero colombiano. Fue uno de los negociadores de guerrilla en el proceso de paz con el gobierno de Juan Manuel Santos, años antes reemplazó a alias "Mono Jojoy" en el Secretariado de las FARC-EP, y actualmente participa en el Consejo Político del partido Comunes como consejero de Solidaridad, Derechos Humanos y Prisioneros.
Excomandante del Bloque Oriental y exmiembro del Secretariado de las FARC-EP, también conocido con los alias de "El Médico", "Mauricio  Jaramillo" y "Wilson Valderrama Cano", fue en 2012 el encargado de negociar el preacuerdo entre este grupo guerrillero y el Estado colombiano durante el gobierno de Juan Manuel Santos, y posteriormente se convirtió en uno de los negociadores y portavoces en el diálogo.
Desde su creación en 2017, es miembro de Fuerza Alternativa Revolucionaria del Común (FARC), partido fundado en 2017 a partir de los acuerdos de paz entre el Gobierno de Juan Manuel Santos y las FARC-EP en 2016.

## Trayectoria

### Miembro de las FARC-EP
Desde 1975 ingresó a la Juventud Comunista Colombiana. Inició estudios de medicina en la Universidad de Caldas, pero solo cursó 6 semestres, luego se retiró y con el apoyo del Partido Comunista terminó la carrera en Cuba. Posteriormente se trasladó a la antigua Unión Soviética, donde realizó una especialización en dermatología.
En los años 80 ingresó en las FARC-EP. En la Octava Conferencia celebrada en 1993 asumió el liderazgo del sistema de sanidad y atención de heridos de la guerrilla.  Considerado como el sucesor del Mono Jojoy, escaló rápidamente posiciones dentro de las FARC-EP debido a su experiencia profesional en la medicina y en marzo de 2008 se convirtió en miembro del Estado Mayor de las FARC-EP, formado por alrededor de 30 altos mandos incluidos los siete miembros del Secretariado, en sustitución de Iván Ríos, asesinado por su jefe de seguridad alias 'Rojas', o 'Pablo Montoya', según el Ministerio de Defensa de Colombia.
Según los informes de las autoridades colombianas fue el responsable de la puesta en marcha de las instalaciones médicas en el medio de la selva que controlaba las FARC-EP, así como la creación de la formación médica, la compra de medicamentos y el saneamiento para combatientes. También fue el médico personal del fundador de las FARC-EP Manuel Marulanda Vélez. Según los informes de inteligencia de Colombia, Parra era considerado como un líder de la guerrilla móvil, sin un campamento base, encargado de desplazarse continuamente para visitar los diferentes frentes guerrilleros. Participó en los ataques guerrilleros a poblaciones, como la Toma de Mitú y la Toma de Miraflores.  Asumió el control del Bloque Oriental como comisario político.

### Negociador en La Habana
En 2012 fue enviado como delegado para la realización de los preacuerdos de las negociaciones en La Habana, convirtiéndose en uno de los voceros más importantes de esta organización durante el proceso de paz con el gobierno colombiano, Parra reconoció ante los medios que el secuestro fue un error de las FARC-EP.

### Trayectoria política
Desde la creación en 2017 de Fuerza Alternativa Revolucionaria del Común (FARC) es miembro del nuevo partido ocupando el puesto número 7 en la lista de los 111 miembros de su dirección nacional.
En su vida como político no ha sido visible, más allá que por sus reconocimientos de crímenes de guerra como el secuestro de civiles, por el cual ha tenido que comparecer ante la Jurisdicción Especial para la Paz (JEP), y de la práctica del obligada del aborto a las guerrilleras –del cual se le ha acusado de ser el mayor promotor–.
Sobre esta última acusación, la Corporación Rosa Blanca, creada por niñas y jóvenes reclutadas por las FARC-EP, lo acusan de ser el principal responsable de los miles de abortos practicados por esta guerrilla.